# Agrobate du Kalahari
Espèce
Synonymes
- Erythropygia paena Smith, 1836

Statut de conservation UICN

 LC  : Préoccupation mineure
L'Agrobate du Kalahari (Cercotrichas paena) est une espèce de passereaux de la famille des Muscicapidae.

## Répartition
Son aire s'étend à travers le bassin du Kalahari, les régions semi-arides avoisinantes et le Kaokoveld.

## Habitat
Son habitat naturel est le sandveld avec des arbres et des buissons bas, en lisière de forêt et dans la savane. Il peut vivre aussi dans les champs et jardins abandonnés.        

## Galerie

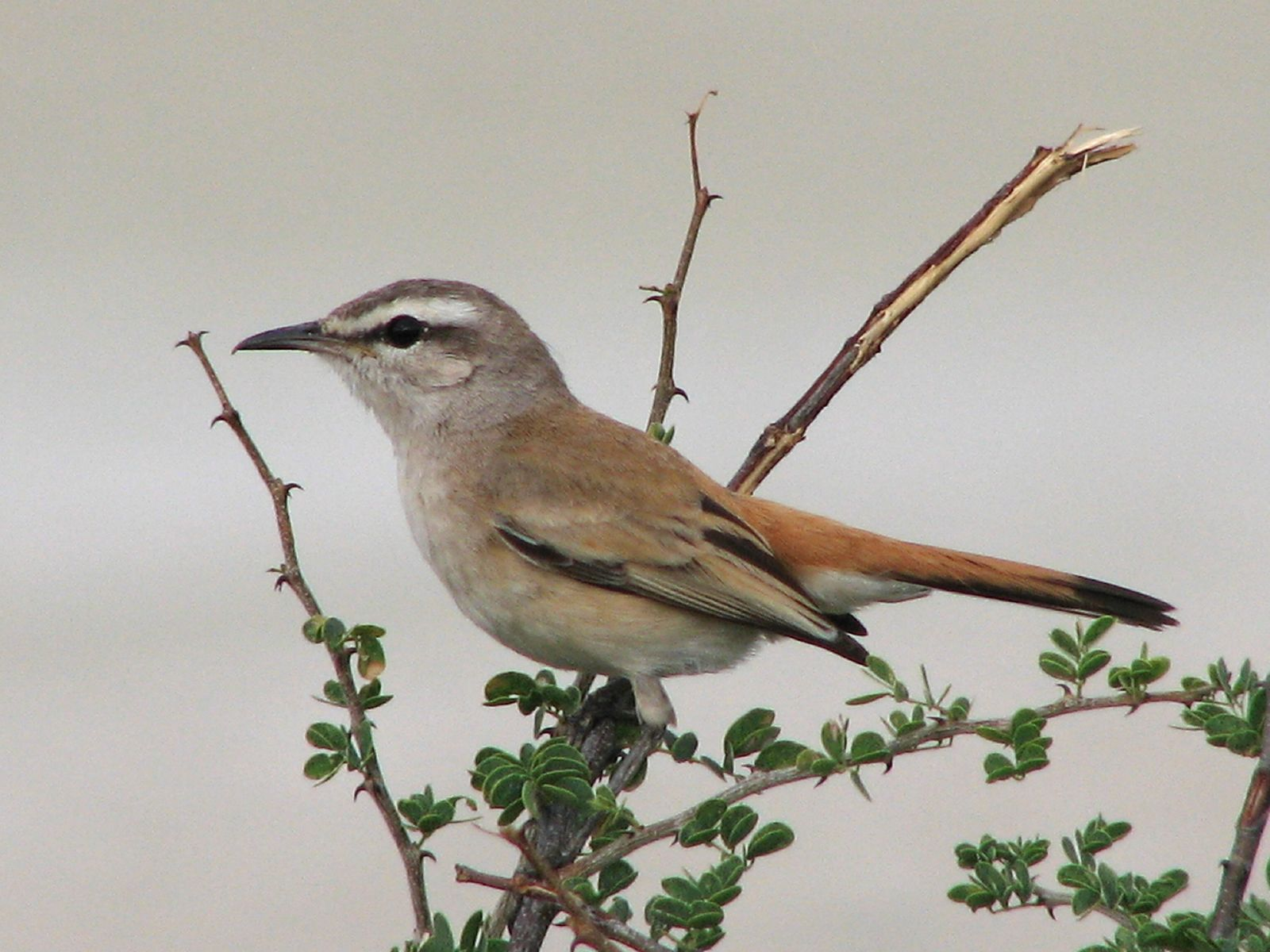
..au parc national d'Etosha, Namibie
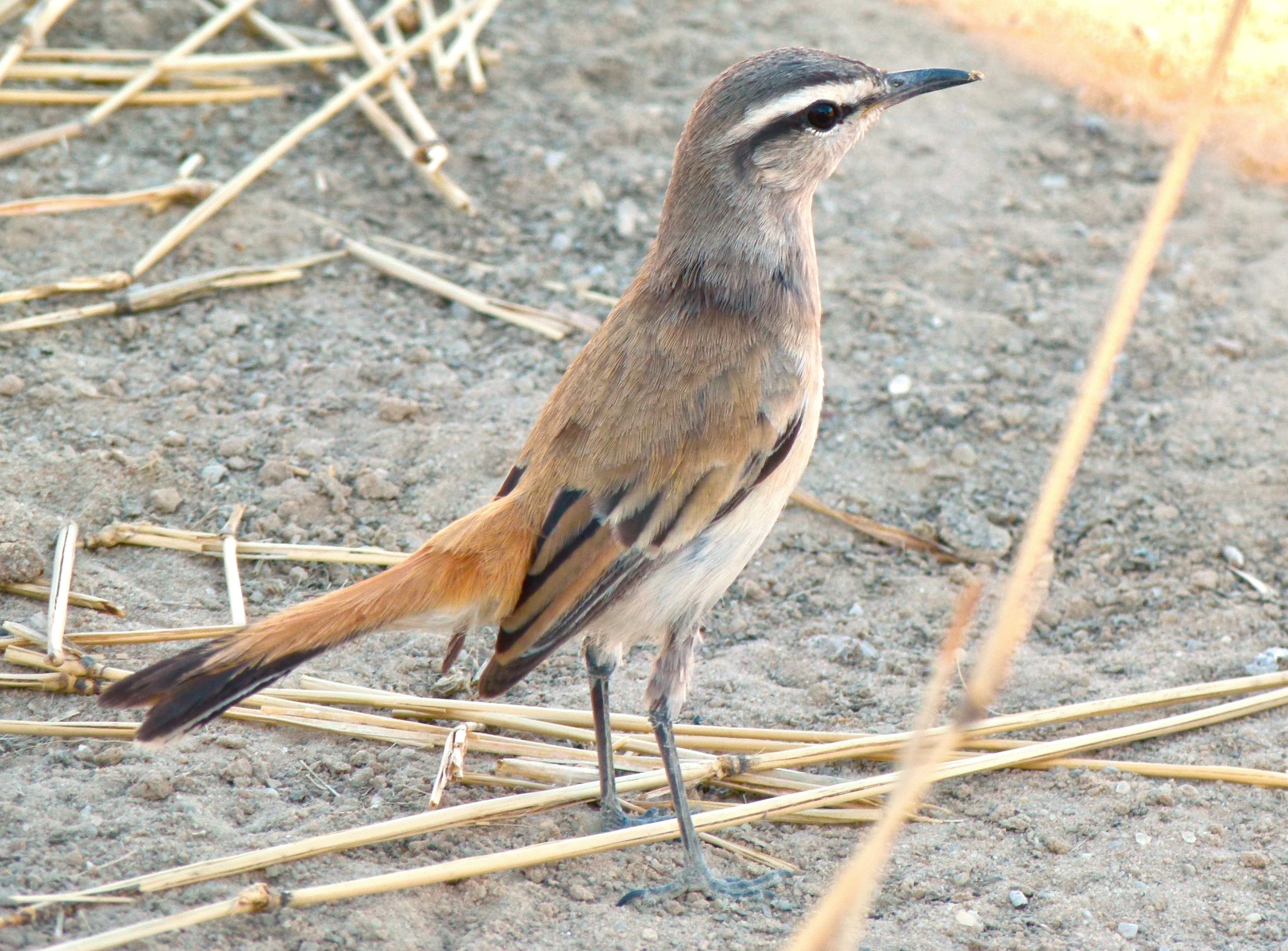
..au parc transfrontalier de Kgalagadi, Afrique du Sud
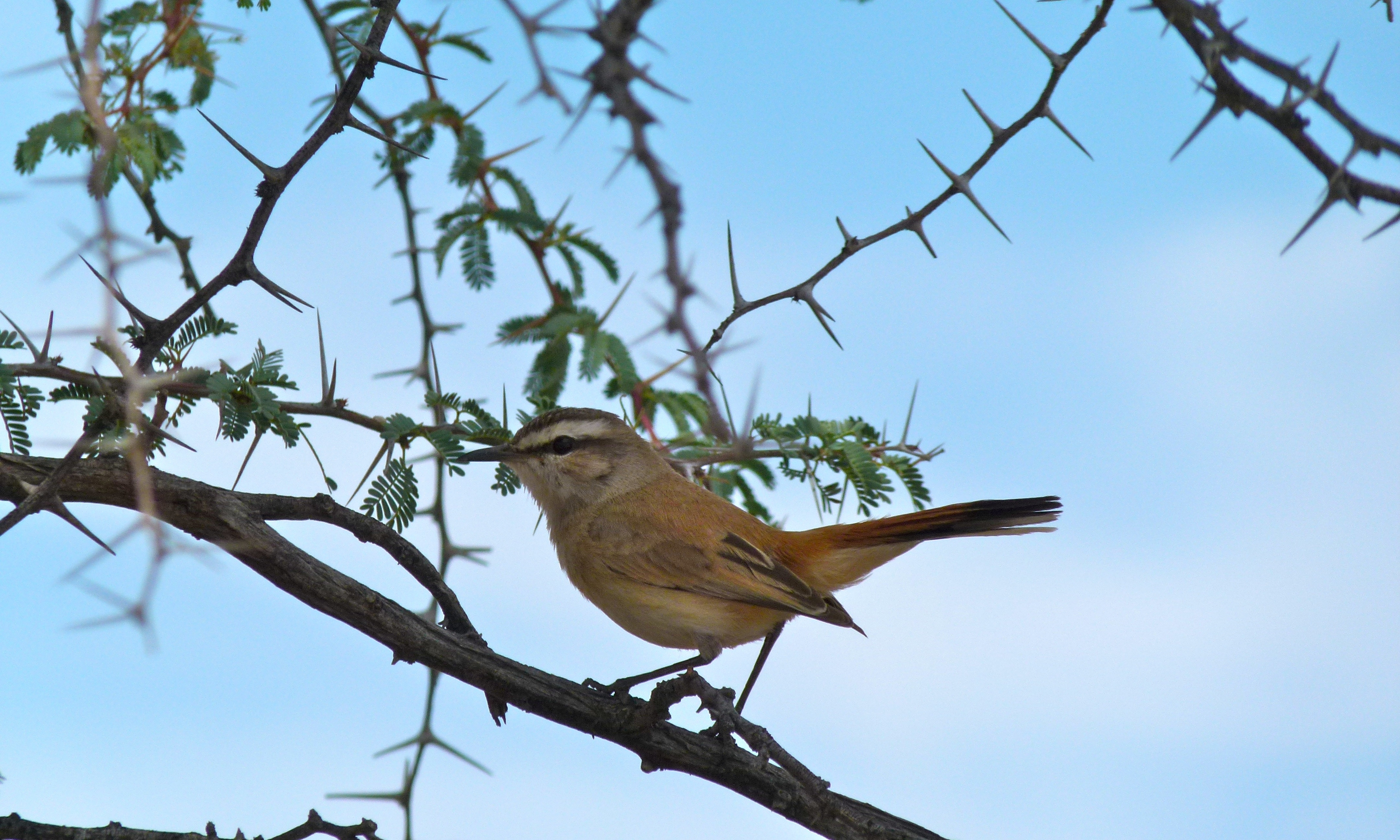

## Taxonomie
S'appuyant sur diverses études phylogéniques, le Congrès ornithologique international (classification version 4.1, 2014) déplace cette espèce, alors placée dans le genre Erythropygia, dans le genre Cercotrichas.